# Cooper City
Cooper City város az Amerikai Egyesült Államok Florida államában, Broward megyében. Lakosainak száma 34 401 fő (2020. április 1.).

## Népesség
A település népességének változása:
| Lakosok száma | 28 547 | 34 923 | 34 401 |
|               | 2010   | 2014   | 2020   |